# Кампбелсвил (Кентаки)
Кампбелсвил (енгл. Campbellsville) град је у америчкој савезној држави Кентаки.

## Демографија
По попису из 2010. године број становника је 9.108, што је 1.39 (-13,2%) становника мање него 2000. године.
| Група             | 2000.         | 2010.         |
| Белци             | 9.289 (88,5%) | 7.771 (85,3%) |
| Афроамериканци    | 918 (8,7%)    | 867 (9,5%)    |
| Азијати           | 31 (0,3%)     | 52 (0,6%)     |
| Хиспаноамериканци | 123 (1,2%)    | 190 (2,1%)    |
| Укупно            | 10.498        | 9.108         |